# Elijo «amor»
Elijo «amor» (título original en inglés: Choose Love) es una película de comedia romántica interactiva de 2023 en el servicio de transmisión Netflix. Los espectadores toman decisiones por el personaje principal Cami, interpretado por Laura Marano, mientras cuestiona su relación con su pareja Paul cuando otros dos hombres entran en su vida. Fue estrenada el 31 de agosto de 2023 y recibió una recepción crítica generalmente negativa.

## Reparto
- Laura Marano como Cami Conway[1]
- Scott Michael Foster como Paul[1]
- Jordi Webber como Jack Menna[1]
- Avan Jogia como Rex Galier[1]
- Megan Smart como Amalia, la hermana de Cami[1]
- Blair Strang[2] como Dan, el jefe de Cami
- Benjamín Hoetjes[2]
- Nell Fisher[2]

## Producción
En marzo de 2022, se anunció que Robyn Snyder, Deborah Evans, Mel Turner y Axel Paton producirían la película. Está escrito por Josann McGibbon, bajo la dirección de Stuart McDonald.

### Casting
En marzo de 2022 se anunció el elenco.

### Rodaje
El rodaje tuvo lugar principalmente en mayo de 2022 en Auckland, Nueva Zelanda y sus alrededores.

## Estreno
La película se estrenó en Netflix el 31 de agosto de 2023.